# Călătoria fantastică (film din 1987)
Călătoria fantastică (titlu original: în engleză Innerspace) este un film american SF de comedie din 1987 regizat de Joe Dante și produs de Michael Finnell. Rolurile principale au fost interpretate de actorii Dennis Quaid, Martin Short și Meg Ryan. Steven Spielberg a fost producător executiv. A fost inspirat de filmul științifico-fantastic din 1966, Călătorie fantastică regizat de Richard Fleischer. 
A încasat aproximativ 95 de milioane de dolari în întreaga lume și a câștigat Premiul Oscar pentru cele mai bune efecte vizuale, singurul film regizat al lui Dante care a primit acest premiu.
Muzica este compusă de Jerry Goldsmith.  

## Distribuție
- Dennis Quaid –  Lt. Tuck Pendleton
- Martin Short – Jack Putter
- Meg Ryan – Lydia Maxwell
- Kevin McCarthy – Victor Scrimshaw
- Fiona Lewis –  Dr. Margaret Canker
- Henry Gibson –  Mr. Wormwood
- John Hora – Dr. Ozzie Wexler
- Robert Picardo –  The Cowboy
- Wendy Schaal – Wendy
- William Schallert –  Dr. Greenbush
- Harold Sylvester –  Pete Blanchard
- Mark Taylor – Dr. Niles
- Vernon Wells – Mr. Igoe
- Neil Ross – Computer (voce)[4]